# بولين هاميل
بولين هاميل (بالإنجليزية: Pauline Hamill)‏ (18 ديسمبر 1971 في المملكة المتحدة - ) هي لاعبة كرة قدم بريطانية في مركز جناح ‏. شاركت مع منتخب اسكتلندا لكرة القدم للسيدات. أما مع النوادي، فقد لعبت مع آي بي في وبلاكبيرن روفرز ونادي دونكاستر روفرز ونادي سلتيك ونادي كيلمارنوك ونادي هيبرنيان وBlackburn Rovers W.F.C. ‏ وDoncaster Rovers Belles L.F.C. ‏ وHibernian W.F.C. ‏ وCeltic F.C. Women ‏ وKilmarnock F.C. Women ‏ وThe Spartans F.C. ‏ وSpartans W.F.C. ‏.

## وصلات خارجية
- بولين هاميل على موقع الاتحاد الدولي (مؤرشف)  (الإنجليزية)
- بولين هاميل على موقع الاتحاد الأوربي (الإنجليزية)
- بولين هاميل على موقع الاتحاد الإسكتلندي (الإنجليزية)
- بولين هاميل على موقع قاعدة بيانات كرة القدم.إي يو (الإنجليزية)